# Charles L. Harness
Œuvres principales
- L'Anneau de Ritornel
- L'Enfant en proie au temps
- La Rose

Charles L. Harness, né le 29 décembre 1915 à Colorado City au Texas et mort le 20 septembre 2005  à North Newton au Kansas, est un écrivain américain de science-fiction. Ayant commencé à écrire à la fin des années 1940, il a marqué durablement la science-fiction avec notamment son roman L'Anneau de Ritornel, considéré comme un monument de space-opera, ainsi que ses deux nouvelles les plus célèbres L'Enfant en proie au temps et La Rose.

## Œuvres traduites en français

### Romans
- Vol vers hier, Casterman, coll. Autres temps, autres mondes, no 5, 1977 ((en) The Paradox Men, Standard Magazines, 1949), trad. Michel Deutsch  (ISBN 2-203-22705-2)
- L'Anneau de Ritornel, Robert Laffont, coll. Ailleurs et Demain, no 16, 1972 ((en) The Ring of Ritornel, Gollancz, 1968), trad. Michel Rivelin

### Recueil de nouvelles
- La Rose, OPTA , coll. Nebula, no 5, 1975 ((en) The Rose, 1966), trad. Alain Dorémieux et Daphné Halin  (ISBN 2-7201-0027-7)

### Autres nouvelles
- L'Enfant en proie au temps, 1956 ((en) Child by Chronos, 1953), trad. Alain DorémieuxParu initialement dans The Magazine of Fantasy & Science Fiction no 25 ; in Fiction no 26, OPTA
- Les Joueurs d'échecs, 1954 ((en) The chessplayers, 1953)